# Stephen Ahorlu
Stephen Ahorlu (Kpandu, 1988. szeptember 5. –) ghánai válogatott labdarúgó, aki jelenleg a  Heart of Lions játékosa.